# Oreopsyche silphella
Oreopsyche silphella är en fjärilsart som beskrevs av Pierre Millière 1875. Oreopsyche silphella ingår i släktet Oreopsyche och familjen säckspinnare. Inga underarter finns listade i Catalogue of Life.